# Атлит-Ям

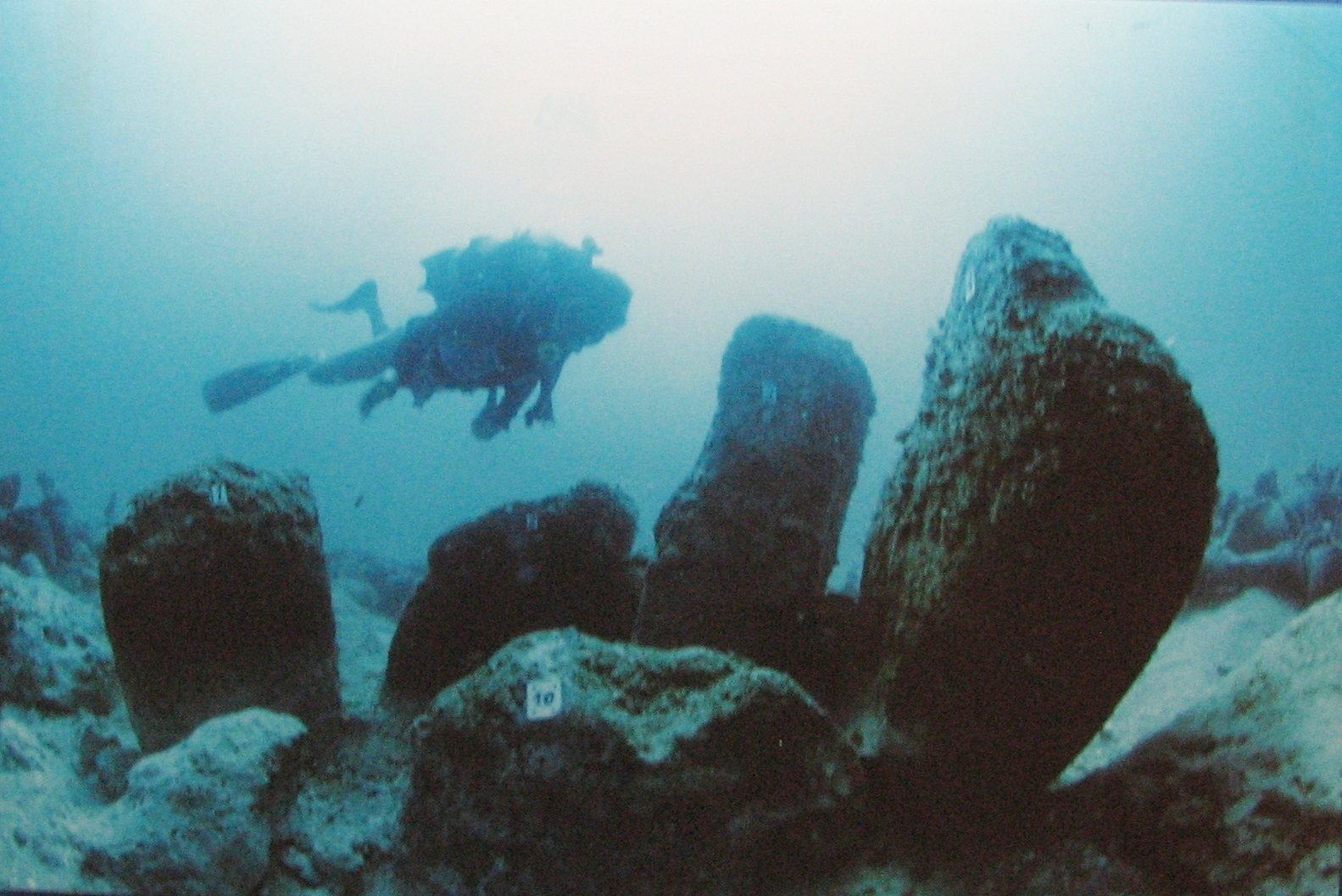
Каменная структура, предположительно ритуального происхождения, в Атлит-Яме

Атлит-Ям (ивр. עתלית-ים‎, «Атлит морской») — древнее затопленное поселение эпохи неолита у побережья Атлита, Израиль. Возраст Атлит-Яма был определён методом радиоуглеродного датирования и равен от 8900 до 8300 лет, что относится к последнему периоду докерамического неолита B. Атлит-Ям находится на глубине 8-12 м в Средиземном море, в бухте Атлит, в устье ручья Орен на побережье Кармель. Занимает площадь около 40 000 квадратных метров (10 акров). Среди особенностей — каменный круг, первый обнаруживаемый туберкулёз.

## История
Атлит-Ям представляет собой самое раннее известное свидетельство существования агроскотоводческой и морской системы жизнеобеспечения на левантийском побережье.
В ходе подводных раскопок были обнаружены прямоугольные дома и колодец. Это место было затоплено после подъёма уровня моря после окончания последней ледниковой эпохи. Предполагается, что древняя береговая линия находилась на расстоянии около 1 км к западу от современного побережья. Груды рыбы, готовой для торговли или хранения, привели ученых к выводу, что деревня была покинута внезапно. Итальянское исследование, проведенное под руководством Марии Парески из «Итальянского национального института геофизики и вулканологии» в Пизе, указывает на то, что обрушение вулкана на восточном склоне Этны 8500 лет назад, вероятно, привело к 10-этажному (40 м) цунами, поглотившему несколько прибрежных городов Средиземного моря в течение нескольких часов. Некоторые учёные указывают на очевидную заброшенность Атлит-Яма примерно в то же время, как на ещё одно свидетельство того, что такое цунами действительно произошло.

## Археологические находки

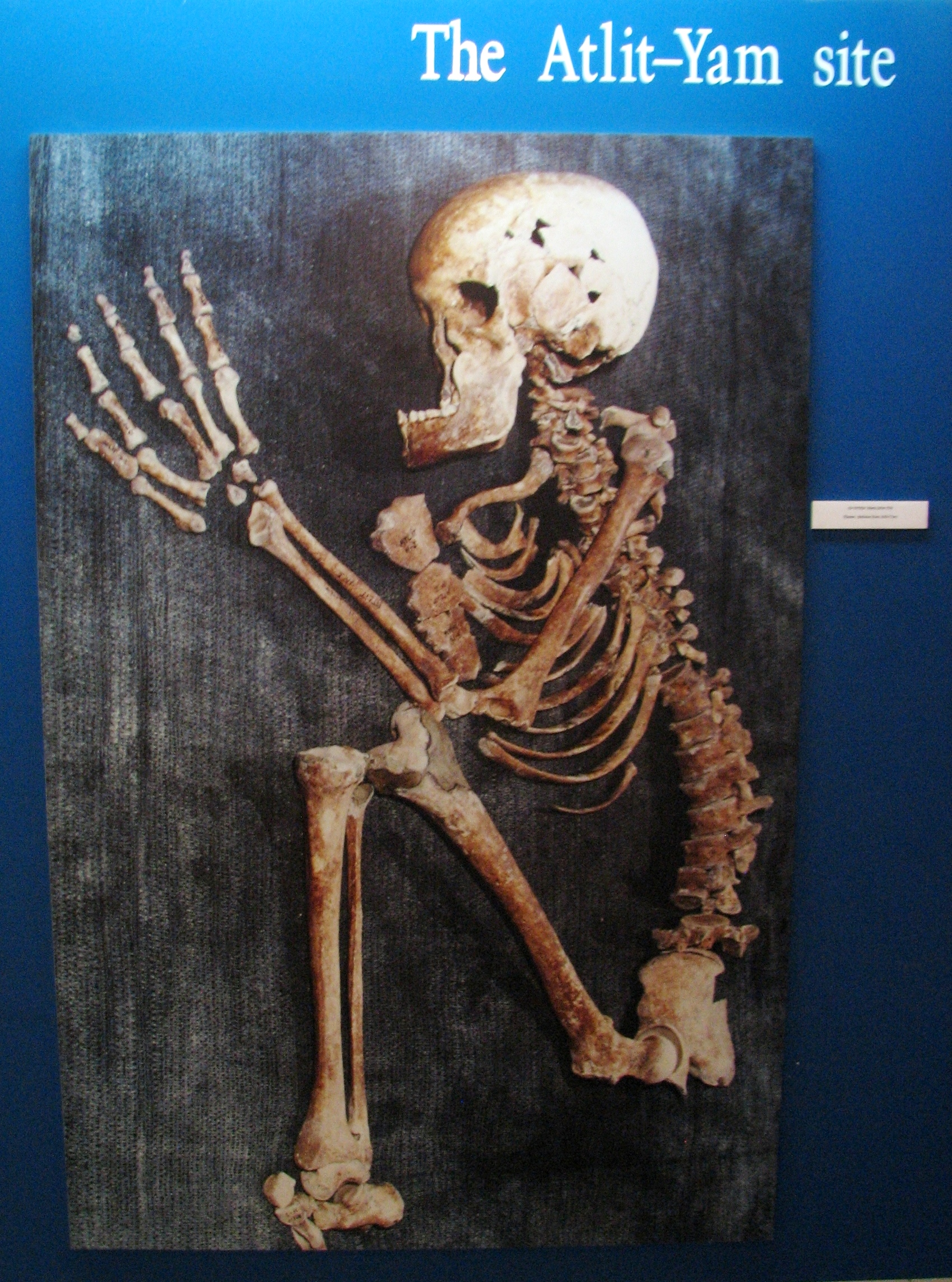
Скелет человека в согнутом положении, обнаруженный в Атлит-Яме

Затопленные поселения и обломки кораблей находили на побережье Кармель с 1960 года в результате крупномасштабной добычи песка. В 1984 году морской археолог Эхуд Галили обнаружил, во время обследования района на предмет кораблекрушений, остатки прямоугольных домов и очагов. Также был обнаружен колодец, который в настоящее время находится в море на глубине 10,5 метров. Колодец диаметром 1,5м и глубиной 5,5 м был обнесён каменными стенами. Засыпка содержала кремни, артефакты из молотого камня и кости, а также кости животных в двух отдельных слоях. Верхний слой содержал частично сочленённые кости животных, которые, предположительно, были брошены после того, как колодец вышел из употребления. Другие круглые сооружения на участке также могут быть колодцами. Предполагается, что вода в колодцах постепенно загрязнялась морской водой, что вынуждало жителей покидать свои дома.
Каменный полукруг колодца был сложен семью 600-килограмовыми мегалитами. На камнях были высечены чашевидные знаки, предположительно используемые для водного ритуала.
Было обнаружено 10 захоронений как внутри домов, так и поблизости. Были найдены антропоморфные каменные стелы. Скелеты женщины и ребёнка, найденные в 2008 году, выявили самые ранние известные случаи туберкулеза . Костяные рыболовные крючки и груды рыбьих костей, готовых для продажи или хранения, указывают на важность морских ресурсов. Предполагается, что мужчины ныряли за морепродуктами, поскольку были обнаружены четыре скелета с повреждением ушей, вероятно, вызванным погружением в холодную воду. Среди найденных каменных изделий: наконечники стрел, лезвия серпов и топоры .
Раскопки были проведены Хайфским университетом 1 октября 1987 года. Полное человеческое захоронение в отличной сохранности было обнаружено на глубине 10 метров 4 октября со скелетом в согнутом положении на правом боку. Последующее углеродное датирование растительного материала, извлеченного из захоронения, определило возраст этого места в 8000 ± 200 лет.
Также сохранились кости животных и остатки растений. Кости животных происходят в основном от диких видов. В растительных остатках были обнаружены семена дикого винограда, мака и тмина. Обнаруженные зерновые долгоносики указывают на запасы зерна. Анализ пыльцы и остатков болотных растений свидетельствует о локальном наличии болот.

### Радиоуглеродное датирование
Возраст поселения был определён по трём радиоуглеродным датам:
| Лаб-номер | АД   | Дата (ок.)         | отклонение |
| --------- | ---- | ------------------ | ---------- |
| РТ-2477/8 | 7605 | 6460 г. до н. э.   | 55         |
| РТ-2479   | 7460 | 6270-6390 до н. э. | 55         |
| РТ-2489   | 7880 | 6660-6700 до н. э. | 55         |